# Norbert Ołyński
Norbert Antoni Ołyński (ur. 30 stycznia 1913, zm. 29 sierpnia 1983) – prawnik, sędzia, oficer Ludowego Wojska Polskiego, odpowiedzialny za skazanie na śmierć 32 żołnierzy podziemia niepodległościowego.

## Życiorys
Norbert Antoni Ołyński urodził się w 1913. W okresie II Rzeczypospolitej w roku akademickim 1935/1936 ukończył studia prawa na Wydziale Prawa Uniwersytetu Poznańskiego w Poznaniu, uzyskując tytuł magistra prawa. Następnie był aplikantem w Sądzie Apelacyjnym w Poznaniu. Po wybuchu II wojny światowej w 1939 trafił do Lwowa, gdzie po agresji ZSRR na Polskę został aresztowany przez NKWD i zesłany w głąb ZSRR. Stamtąd powrócił do Polski wraz z 2 Warszawską Dywizją Piechoty w składzie 1 Armii Wojska Polskiego. Od 1945 był sędzią wojskowym. Pracował w Wojewódzkim Sądzie Garnizonowym i Wojskowym Sądzie Rejonowym w Rzeszowie. Orzekał w sądach doraźnych, które wydawały wyroki wobec aresztowanych żołnierzy podziemia niepodległościowego (w 1946 w stopniu podporucznika, następnie porucznika, w 1947 w stopniu kapitana, a później w stopniu majora). Norbert Ołyński pełnił funkcję przewodniczącego Wydziału ds. Doraźnych Sądu Okręgowego w Rzeszowie. Jako przewodniczący składu sędziowskiego wydał 32 wyroki śmierci na żołnierzach działających w oddziałach występujących przeciw władzy komunistycznej. Ponadto wyrokował w sprawach o przynależność do Ukraińskiej Powstańczej Armii. Wśród wydanych przez Norberta Ołyńskiego wyroków i skazanych byli:
- wyrok z 22 maja 1946 w trybie doraźnym Sądu Okręgowy w Rzeszowie na sesji wyjazdowej w Sanoku, skazani na karę śmierci Władysław Kudlik i Władysław Skwarc (żołnierze z oddziału NSZ „Zuch” Narodowych Sił Zbrojnych „Zuch” majora Antoniego Żubryda zostali powieszeni w egzekucji publicznej na stadionie piłkarskim „Wierchy” 24 maja 1946[4]),
- wyrok z 22 maja 1946 w trybie doraźnym Sądu Okręgowy w Rzeszowie na sesji wyjazdowej w Sanoku, skazany na karę śmierci Henryk Książek (żołnierz z oddziału NSZ „Zuch” majora Antoniego Żubryda, został powieszony w egzekucji publicznej na sanockim rynku 4 czerwca 1946[5]),
- wyrok z 25 czerwca 1946 w trybie doraźnym przed Sądem Okręgowym w Rzeszowie, 13 skazanych, w tym pięciu na karę śmierci Józef Grębosz ps. „Pszczółka”, Józef Kozłowski ps. „Mruk”, Franciszek Noster ps. „Bukiet”, Zygmunt Ząbek, Jan Gomułka (żołnierze z oddziału NSZ Józefa Stefko ps. „Mściciel”), trzej pierwsi zostali powieszeni w egzekucji publicznej na rynku w Dębicy 10 lipca 1946[6][7],
- wyrok z 16 września 1946 Wojskowego Sądu Rejonowego w Rzeszowie, skazany na karę śmierci żołnierz Armii Krajowej i Zrzeszenia Wolność i Niezawisłość Jan Huczek, został powieszony na dziedzińcu zamku w Rzeszowie 28 października 1946[8][9],
- wyrok z 1 lutego 1947 Wojskowego Sądu Rejonowego w Rzeszowie, skazany Eugeniusz Porada na karę śmierci (wyrok zamieniony na podstawie amnestii z 22 lutego 1947 na karę 15 lat pozbawienia wolności)[9][10],
- wyrok z 21 lutego 1947 Wojskowego Sądu Rejonowego w Rzeszowie, oskarżony o przynależność do UPA Wasyl Temczuła skazany na karę śmierci, wyrok wykonany na zamku Rzeszowie 6 marca 1947[11],
- wyrok z 27 marca 1947 Wojskowego Sądu Rejonowego w Rzeszowie, skazana Alicja Wnorowska na karę śmierci (wyrok złagodzony przez Najwyższy Sąd Wojskowy karę dożywotniego pozbawienia wolności) – w procesie N. Ołyński był sędzią obok przewodniczącego składu Jana Lubaczewskiego[9][12],
- wyrok z 17 maja 1947 Wojskowego Sądu Rejonowego w Rzeszowie, skazani Bronisław Migała, Stanisław Miś, Stanisław Świder[13] na karę 15 lat pozbawienia wolności (cząstkowa kara śmierci)[9];
- wyrok z 27 maja 1947 Wojskowego Sądu Rejonowego w Rzeszowie, oskarżony o przynależność do UPA Iwan Najczyk skazany na karę śmierci, wyrok wykonany w więzieniu na zamku Rzeszowie 6 czerwca 1947[14],
- wyrok z 5 września 1947 Wojskowego Sądu Rejonowego w Rzeszowie, oskarżony o przynależność do UPA Bazyli Dranka skazany na karę śmierci, następnie akt łaski Prezydenta RP, kara złagodzona[15],
- wyrok z 7 października 1947 Wojskowego Sądu Rejonowego w Rzeszowie, skazany na karę śmierci Leon Słowik ps. „Uzda”, wyrok wykonany na zamku Rzeszowie 29 października 1947[16],
- wyroki z 19 października 1953 i 22 marca 1954 Wojskowego Sądu Rejonowego we Wrocławiu, skazany żołnierz oddziału Henryka Trojanowskiego w Węglińcu Franciszek Frejek wpierw na karę 3 lat pozbawienia wolności, następnie na karę 5 lat pozbawienia wolności[17].

W 1946 został odznaczony Srebrnym Krzyżem Zasługi.
Był sędzią Wojskowego Sądu Rejonowego w Kielcach (w tym czasie od maja 1951 był przewodniczącym składu sędziowskiego w procesie ks. Piotra Banacha oskarżonego o propagandę szeptaną, zakończonego jego uniewinnieniem). W późniejszych latach PRL orzekał w sądach powszechnych, od 1955 do 1959 w sądzie wojewódzkim w Rzeszowie, następnie w sądzie wojewódzkim w Szczecinie (w tym czasie orzekał m.in. w sprawie Kirchendienst Ost i 19 lutego 1968 skazał jego współpracowników Alfreda Kippera na karę 9 lat pozbawienia wolności, a Eugena Scharbatke na karę 6,5 roku lat pozbawienia wolności). Także podczas pracy w Szczecinie wydawał wyroki śmierci (według opinii szczecińskich prawników, z uwagi na liczbę wydanych najwyższych wyroków, Norbert Ołyński „ma swoją kwaterę na tamtejszym Cmentarzu Centralnym”).